# Petit pâté de Nîmes
Le petit pâté nîmois est une spécialité culinaire de la ville de Nîmes, dans le sud de la France.

## Historique
Il semblerait que Delcasso-Vernet, un boulanger pâtissier, ait été l'inventeur du petit pâté nîmois à la fin des années 1800, même si certaines personnes affirment que Charles Durand, dans les années 1820, fut le véritable inventeur de ce plat.
Oublié jusque dans les années 1950, le petit pâté refit surface lorsque les Halles recommencèrent à le commercialiser. Depuis, plusieurs artisans traiteurs le confectionnent avec chacun leur propre recette.

## Composition
Ce pâté est constitué d'une farce à base de veau et de porc, contenue dans une pâte brisée. Cependant, certaines recettes remplacent la farce par de la brandade de morue, une autre spécialité nîmoise.

## Consommation
Ce pâté se consomme chaud ou tiède, accompagné d'une salade, et l'on peut le trouver aux halles de Nîmes, ainsi que dans quelques charcuteries et pâtisseries de la ville.

## Accord mets/vin
Un vin rosé régional s'impose pour accompagner ces petits pâtés. Le choix se fera parmi un côtes-du-rhône, un coteaux-du-lyonnais, un ventoux , un coteaux-du-pont-du-gard ou un lirac.